# 保加利亚土耳其人

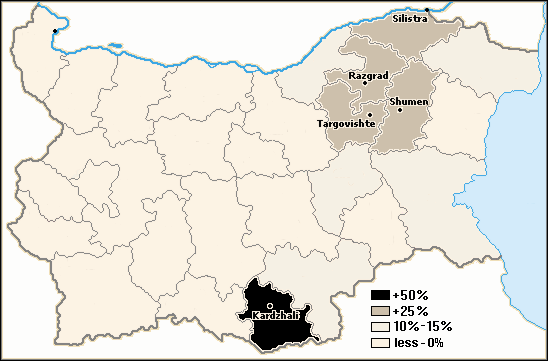
保加利亞的土耳其人 (2001)

保加利亞土耳其人 ，是保加利亞最大少数民族，佔總人口10%。土耳其人是在14世纪越過達達尼爾海峽入侵到歐洲，也有人認為今天一些居住在保加利亞的土耳其人可能是早期中世紀的佩切湼格人、烏古斯人，和欽察突厥部落的直接後裔。土耳其人在保加利亞獨立後成為其國內的少数民族。

## 概要
他們多數生活在保加利亞東北、東南。人口普查數字可能是高估了其人口，因為一些羅姆人，波馬克人（保加利亞裔穆斯林），克里米亞韃靼人，切爾克斯人往往以認定自身為土耳其人的一員。
土耳其人在保加利亞境內定居，期間和之後，開始在第十四世紀後期和十五世紀早期土耳其奧斯曼帝國征服東南歐的巴爾幹地區。作為未來五年世紀奧斯曼帝國的統治集團，土耳其人在這一帶的經濟和文化生活的發揮了重要作用。
雖然大多數土耳其人在奧斯曼帝國開始大量移居到東南歐，但有跡象表明在保加利亞第一帝国時可能已有突厥人(土耳其人前身)定居。土耳其奧斯曼帝國征服并殖民保加利亞後，這裏作為土耳其人的基地。各種不同類型的土耳其殖民者前往巴爾幹地區，包括士兵，牧民，農民，手工業者和商人，阿訇，伊斯蘭教傳教士和其他宗教工作人員，行政人員。
在1878年保加利亞獨立後，很多土耳其殖民者返回土耳其，留下的部分土耳其人成為保加利亞的少数民族。在共产黨當政時代，保加利亞政府實行民族同化政策，到了20世紀90年代，在保加利亞的土耳其移民後裔恢復了其宗教和民族風俗。